# Begonia ruschii
Espèce
Begonia ruschii est une espèce de plantes de la famille des Begoniaceae.
Elle a été décrite en 2003 par Ludovic Jean Charles Kollmann (1965-).